# Kovel rajon
Kovel rajon (ukrainsk: Ковельский район, tr. Kovelskij rajon) er en af 4 rajoner i Volyn oblast i Ukraine. Kovel rajon er beliggende nordvestligt-centralt i oblasten. Mod vest grænser rajonen op til voivodskabet Lublin i Polen, og mod nord grænser den op til Brest voblast i Hviderusland.
Ved Ukraines administrative reform fra juli 2020 blev Kovel rajon udvidet med andre nærtliggende rajoner, ligesom byen Kovel indgik i rajonen. Det samlede befolkningstal for Kovel rajon er dermed 271.000.
Størstedelen af Kovel rajon befinder sig inden for det vidtstrakte lavsletteområde Polesien (ukrainsk: Полісся), der samlet har et areal på 130.000 kvadratkilometer. Navnet er dannet ud fra ord for enten "skov" eller "mose/sump" eller måske begge dele, og Polesien betegnes da også som et af de største moseområder i Europa. Inden for Polesien og i det nordvestlige hjørne af Kovel rajon finder man Shatskij nationalpark, der er et UNESCO-udpeget biosfærereservat, og nationalparken byder bl.a. på Ukraines dybeste sø, Svitjaz. 
Til venstre ses en ukrainsk postblok, med dyrearter forekommende i Shatskij nationalpark som motiver. I midten af miniarket er den sorte stork, som i midten af 1800-tallet ynglede fåtalligt i Danmark, men nu anses for forsvundet fra Danmark på grund af træfældning og afvanding af de store uforstyrrede løvskove. Blandt andre dyr på miniarket er den europæiske ål, strandtudsen og lækatte.